# Enzima limitada por difusión

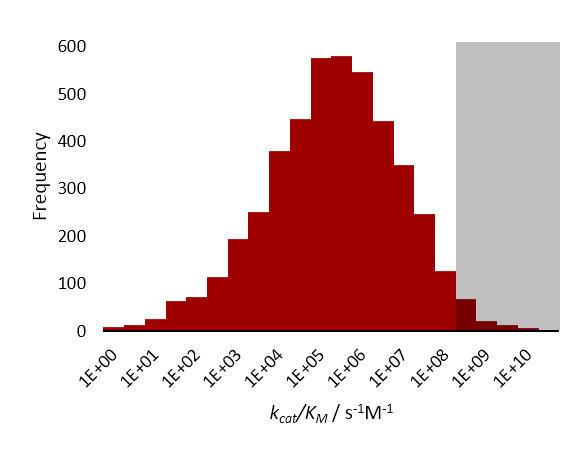
Distribución de las tasas catalíticas conocidas (k_{cat}/K_{M}). La mayor parte de las enzimas posee una tasa catalítica en torno a
10^{5} s^{−1}M^{−1}. Las enzimas más rápidas, en la caja oscura de la derecha (>10^{8} s^{−1}M^{−1}) están restringidas por el límite de difusión. (Datos adaptados de Bar-Even, 2010)

Una enzima limitada por difusión es una enzima que cataliza una reacción química en forma tan eficiente, que el paso limitante de la velocidad es el de difusión; ya sea el de sustrato hacia el sitio activo, o el del producto hacia el medio.
Esta propiedad también se denomina perfección cinética o perfección catalítica. Ya que la velocidad de catálisis de estas enzimas se encuentra determinada por una reacción limitada por difusión, representa una restricción física intrínseca a la evolución (un pico de máxima en el paisaje adaptativo); por lo que las enzimas perfectas limitadas por difusión son muy pocas. La mayor parte de las enzimas catalizan sus respectivas reacciones a velocidades que son entre 1000 y 10000 veces menores que ese límite. Esto es debido tanto a las limitaciones químicas de reacciones dificultosas, como a las limitaciones evolutivas debidas a que tan altas tasas de reacción no confieren una ventaja adaptativa.

## Historia

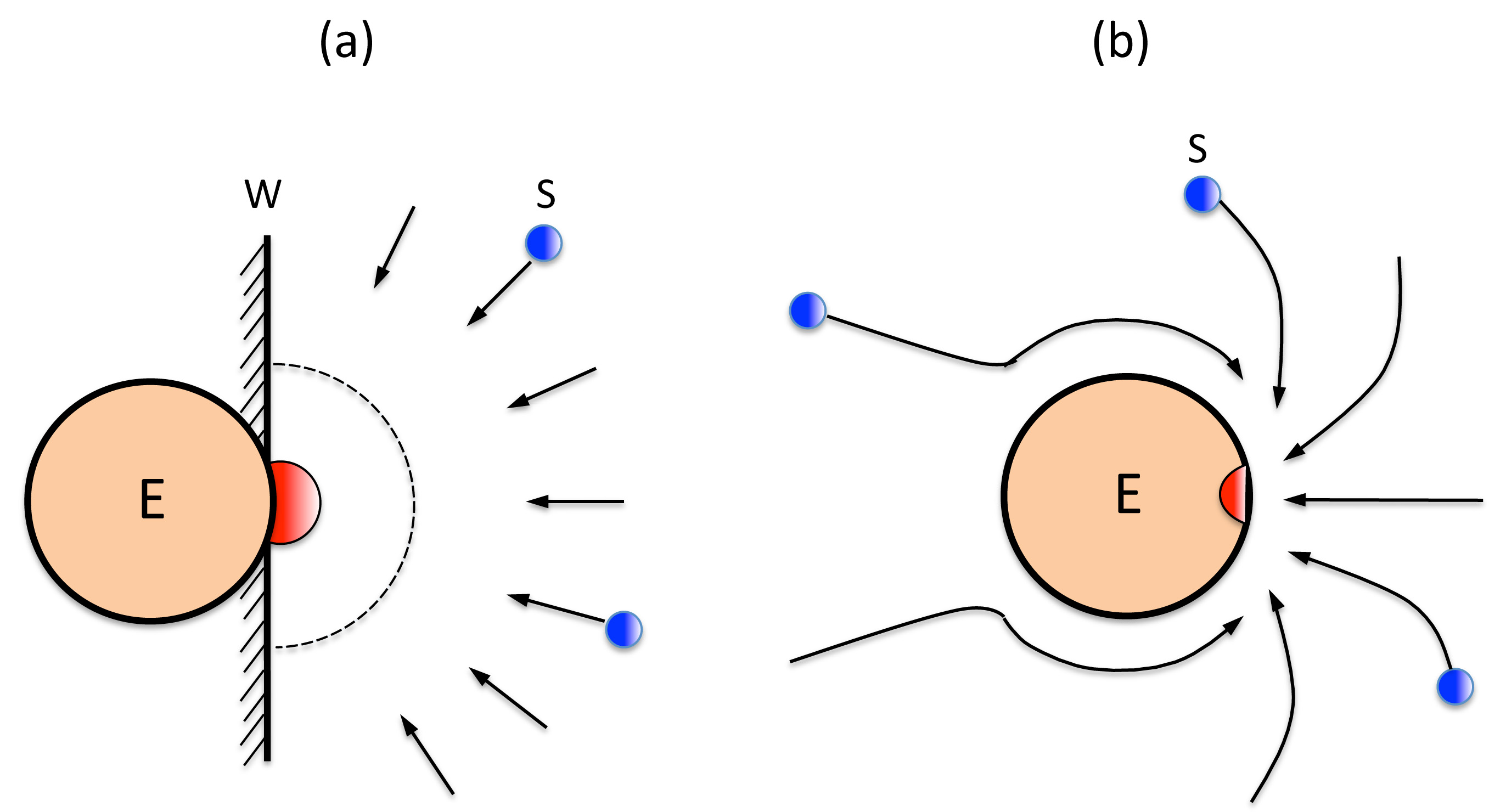
Una ilustración que muestra (a) el modelo de Alberty-Hammes-Eigen, y (b) el modelo de Chou, donde E denota a la enzima de la cual el sitio activo se encuentra coloreado en rojo, mientras que el sustrato S lo está en azul.

La teoría de una reacción controlada por difusión fue utilizada originalmente por R.A. Alberty, Gordon Hammes, y Manfred Eigen para estimar el límite superior de una reacción de tipo enzima-sustrato. De acuerdo con su estimación, el límite superior para una reacción de tipo enzima-sustrato era de 109 M−1 s−1.
En 1972, se observó que en la deshidratación del H
2CO
3 catalizada por la anhidrasa carbónica, la constante catalítica de segundo orden obtenida experimentalmente estaba en el orden de 1,5 × 1010 M−1 s−1, la cual es un orden de magnitud mayor que el límite estimado por Alberty, Hammes, y Eigen basados en un modelo simplificado.
Para resolver esta aparente paradoja, el profesor Kuo-Chen Chou y su equipo de colaboradores propusieron un modelo que tenía en cuenta el factor espacial, y el factor de campo de fuerzas entre la enzima y su sustrato, y encontraron que el límite superior podía alcanzar tasas de 1010 M−1 s−1, y que podía ser utilizado para explicar algunas velocidades de reacción sorprendentemente altas observadas en biología molecular.
El nuevo límite superior encontrado por Chou y colaboradores, para las reacciones enzima-sustrato fue posteriormente analizado y discutido por una serie de estudios subsecuentes.
Una comparación detallada entre el modelo simplificado Alberty-Hammes-Eigen (a) y el modelo de Chou (b) para el cálculo de la velocidad de reacción de una enzima limitada por difusión con su sustrato, o el límite superior de una reacción de tipo enzima-sustrato, fue elaborada en la publicación de Zhou, del año 1982.

## Mecanismo
Las enzimas cinéticamente perfectas poseen una constante de especificidad, kcat/Km, en el oreden de 108 a 109 M−1 s−1. Donde la velocidad de la reacción catalizada por la enzima se encuentra limitada por difusión, y por lo tanto la enzima "procesa" al sustrato en su sitio activo, antes incluso de que otra molécula de sustrato pueda ingresar.)
Algunas enzimas funcionan con cinéticas que son más rápidas que las velocidades de difusión, lo cual parecería ser imposible. Existen varios mecanismos involucrados que pueden explicar este fenómeno. Se cree que algunas proteínas son capaces de acelerar el proceso de catálisis dirigiendo y preorientando a las moléculas de sustrato haciendo uso de campos eléctricos dipolares. Algunos hacen uso de efectos mecánico-cuánticos, tales como la explicación de efecto túnel de protones o electrones a través de las barreras de activación, aunque el efecto túnel de protones sigue siendo aún una idea controversial.

## Evolución
No es importante que no existan muchas enzimas cinéticamente perfectas. Esto puede ser explicado en términos de selección natural. Un aumento en la velocidad catalítica puede ser favorecido si confiere alguna ventaja para el organismo. Sin embargo, cuando la velocidad catalítica bordea a la velocidad de difusión (por ejemplo sustratos entrando y dejando el sitio activo, y sufriendo colisiones con otros sustratos) no representa una ventaja el aumentar aún más la velocidad de catálisis. El límite de difusión representa un cepo físico absoluto al proceso evolutivo. El aumentar la velocidad catalítica más allá de la velocidad de difusión no ayuda en nada al organismo, ya que el proceso global se encuentra limitado por otro parámetro, y por lo tanto representa un máximo global en el paisaje adaptativo. Por lo tanto estas enzimas perfectas deben haber surgido de una mutación aleatoria afortunada que se extendió, o porque esta velocidad mayor alguna vez fue parte de una reacción diferente en alguno de los ancestros de la enzima.

## Ejemplos
- Acetilcolina esterasa
- β-lactamasa
- Catalasa
- Anhidrasa carbónica
- Citocromo c peroxidasa
- Fumarasa
- Superóxido dismutasa
- Triosafosfato isomerasa